# Édouard Buguet
Édouard Buguet, né Édouard Isidore Buguet le 13 juillet 1840 à Saint-Mard-de-Réno dans l'Orne et mort à Paris 10e le 29 octobre 1890, est un photographe français. Il apparaît pour la première fois dans la corporation des photographes portraitistes à Dijon au milieu des années 1860. Il est connu pour être le chef de file de la photographie spirite en France.  

## Début de carrière

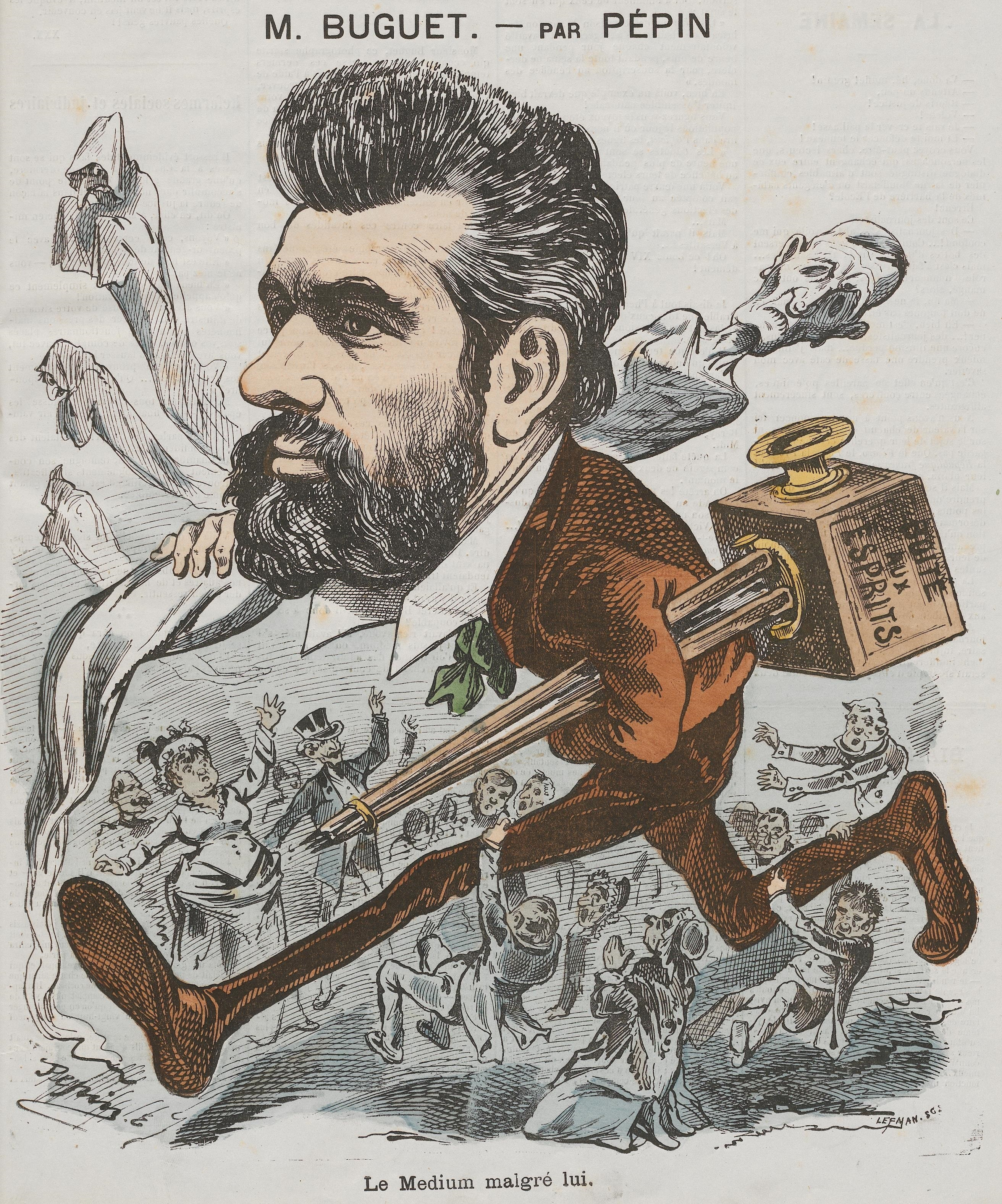
Pépin, Caricature d'Edouard Isodore Buguet pour le Grelot, n°222, 11 juillet 1875, 34 x 48,7 cm, Paris, Collection particulière.

Après la mort d’Allan Kardec, le mouvement spirite a perdu son principal ambassadeur. À partir de 1871, afin de stimuler de nouveaux émules, la Revue spirite consacre à Édouard Buguet de nombreux articles le présentant comme un photographe-médium capable de faire apparaître sur un cliché le spectre ou le fantôme de la personne auquel le sujet aura le plus fortement pensé au moment de la prise du cliché. 

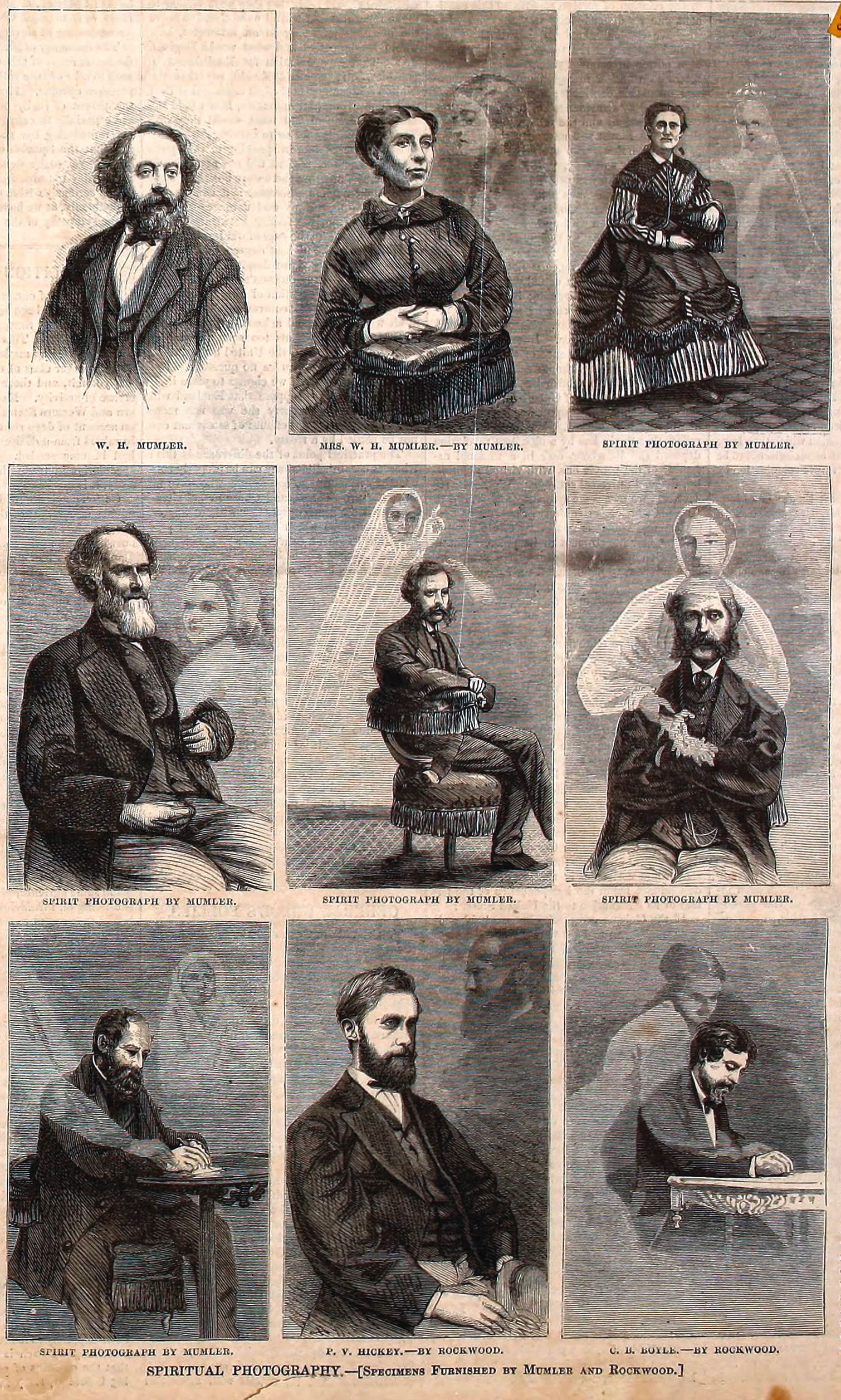
Photographie de Mumlers dans la revue Harpers Weekly, 1869.

Il débute officiellement son activité de portraitiste spirite. En 1873, il achète le bail de son atelier à Montmartre, au no 5 boulevard Montmartre. Son activité se développe. Il réalise des portraits traditionnels tout en réalisant chaque mois des commandes de prises de vues spirites. Ce sont à peu près une cinquantaine de demande par mois. Son commerce spirite lui permet d'augmenter son chiffre d'affaires de 20 %.

## Technique
Buguet met à profit une erreur et utilise une technique de surimpression. C'est l'acteur Étienne Scipion qui lui montre à la fin des années 1873 des spécimens de photographies spirites réalisées par Mumler. 
Il utilise des plaques photographiques au gélatinobromure d'argent, un négatif sur verre constitué d’une plaque de verre recouverte d’une couche de gélatine renfermant le dépôt d’argent qui constitue l’image. 

Les plaques était donc très sensible et il n'était pas rare de remarquer des erreurs d'impressions :
« Monsieur le rédacteur en chef du Progrès photographique, Ayant pris comme passe temps la manie de préparer moi-même mes glaces au gélatino-bromure, j’emploie souvent les verres des clichés manqués ou n’offrant pas assez d'intérêt pour être conservés. Or, il m’est arrivé quelquefois, qu'après avoir employé au nettoyage des vieux clichés[...]de retrouver sur certains verres, soit des parties de paysage, soit des portraits [...] En présence de l’impossibilité d'effacer ces traces d’anciens clichés, je me décidai à couler de l’émulsion sur ces verres persuadé que l’image à peine perceptible qui s’y trouvait ne nuirait en rien à l'épreuve à venir. Mais, hélas ! Je me trompais [...] au lieu de rester cachée et invisible sous la nouvelle couche, l’image se révéla beaucoup plus apparente, en même temps que le nouveau paysage, en donnant à mon cliché un aspect de cage à fantômes… »
En plus d'utiliser cette erreur chimique, il avait un second atelier. Dans cet atelier, il fabriquait les « spectres » avant de faire poser les clients. La technique était simple : sur une poupée articulée en bois, de 45 centimètres de hauteur, au corps recouvert de gaze bleue et d’étoffe noire, on fixe une tête réalisée à l’aide d’une photographie agrandie, découpée et collée sur du carton. Deux grandes caisses proposent un vaste choix de portraits ainsi préparés : trois cents têtes d’hommes, de femmes, d’enfants, à tous les âges et aux coiffures diverses, que l’on peut encore modifier à l’aide de perruques et de fausses barbes. Il pouvait réaliser des spectres d'enfant de la même façon.
Ainsi, dans l'atelier à spectre, il prend une photographie avec un temps de pose très court dans une semi-obscurité. Puis, dans l'atelier avec ses clients, il réutilise cette plaque pré-impressionnée en faisant attention au cadrage des deux images en surimpression.

## Soupçon de fraude et enquête
À partir de 1873, le préfet de police de Paris Léon Renault décide d'organiser un service photographique au sein de la préfecture, il demande alors à l'agent Guillaume Lombard de surveiller Buguet. À partir de 1874, Buguet est surveillé par la préfecture de police qui établit une fiche. 
Lombard est spécialiste de la photographie politique et s'intéresse de près au rapport entre photographie spirite et socialisme. Après avoir deviné la supercherie, il décide de se présenter anonymement chez Buguet, le 22 avril 1875 pour lui demander une photographie spirite. Buguet est démasqué, arrêté et passe aux aveux rapidement.

## Procès
Buguet et le rédacteur en chef de La Revue spirite, Leymarie le successeur de Kardec, sont jugés pour escroquerie le 16 et 17 juillet 1875. Le procès fait grand bruit provoquant une mini-affaire entre : 
- Buguet lui-même, qui avoue la supercherie et qui s'éloigne de toutes croyances possibles en annonçant pendant son procès : «Je ne suis ni spirite, ni médium, j’ai juste des « trucs » d’une grande simplicité »[11].

- le ministère public qui essaye de combattre la doctrine spirite comme force politique et religieuse. Le procureur va refuser la croyance en ces photos spirites. De plus, le procès illustre la force d'une croyance [12] et met en avant le combat constant entre sciences et croyances.
- Les partisans du spiritisme, avec en tête Leymarie, qui se défendent en dissociant Buguet de leur propre activité et se disent avoir été trompé par lui. Ils prétendent même que Buguet est manipulé par le ministère public afin d’éviter de rallier encore plus de spirites[13].

De plus, peu de plaintes sont déposées ; malgré les aveux du photographe, la plupart des personnes photographiées affirment reconnaître les fantômes, d'autres ont peur de voir leur nom rendu public, enfin, la plupart refusent d'admettre s'être fait escroquer.
« Je les laissais dans leur croyance, je ne les induisais pas en erreur, je restais neutre… »
Après la confirmation du jugement en appel, Buguet va se réfugier en Belgique pour échapper à sa peine. 

## Le photographe Anti-Spirite

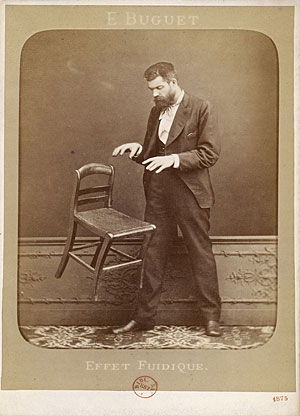
Édouard Isodore Buguet, Photographie Anti-Spirite, Effet fuidique, épreuve sur papier albuminé, 15x10,5 cm, Paris, Bibliothèque nationale de France, département des Estampes et de la photographie.

Après 1875, la photographie spirite redevient en France essentiellement récréative. Buguet inaugure ce mouvement et se déclare finalement  « prestidigitateur-photographe ». Même sa carte de visite porte la mention « Photographie anti-spirite ». Il continue de proposer les mêmes clichés. Cependant, ses clichés ne sont plus mis au service d'une iconographie de conviction mais constituent une iconographie de récréation : ce sont des canulars avérés.